# Бабочки (сюита Шумана)
«Ба́бочки» (фр. Papillons), Op. 2 — фортепианная сюита Роберта Шумана, написанная в 1830—1831 годах. Произведение, изображающее бал-маскарад, создано по мотивам «Озорных лет» Жан Поля (1804—1805) и посвящено невесткам композитора Терезе, Розалии и Эмилии.
Сюита содержит 12 номеров. Она начинается с шеститактного вступления, после которого следуют различные танцы — девять вальсов и два полонеза (что напоминает о польском происхождении Вины и отсылает к диалогу героев). Каждый из танцев музыкально не связан с предыдущим — лишь тема 6-й части затем повторяется в 10-й, а тема 1-й части возникает в финале. 12-я
(последняя) часть начинается с темы гросфатера, который традиционно исполнялся на свадьбах и прочих семейных торжествах. Повторяющиеся ноты (ля второй октавы) незадолго до конца сюиты изображают бой часов (6 утра), означающий конец бала.
Последовательность номеров:
Интродукция. Moderato (D-dur)
1. Вальс (D-dur)
2. Вальс. Prestissimo (Es-dur)
3. Вальс (Fis-moll)
4. Вальс. Presto (A-dur)
5. Полонез (B-dur)
6. Вальс (D-moll)
7. Вальс. Semplice (F-moll)
8. Вальс (Cis-moll)
9. Вальс. Prestissimo (B-moll)
10. Вальс. Vivo, Più lento (C-dur)
11. Полонез (D-dur)
12. Финал (D-dur)

Чуть позднее Шуман процитировал «Бабочек» в своей фортепьянной сюите «Карнавал» (Op. 9, 1834—1835): тема 1-го вальса процитирована в «Флорестане» (№ 6, с пометкой в партитуре) и в финальном марше (№ 20), где также появляется тема гросфатера (с пометкой «Тема XVII века»). «Бабочки» из «Карнавала» (№ 9) в музыкальном смысле не имеют отношения к данному циклу.